# George Hincapie

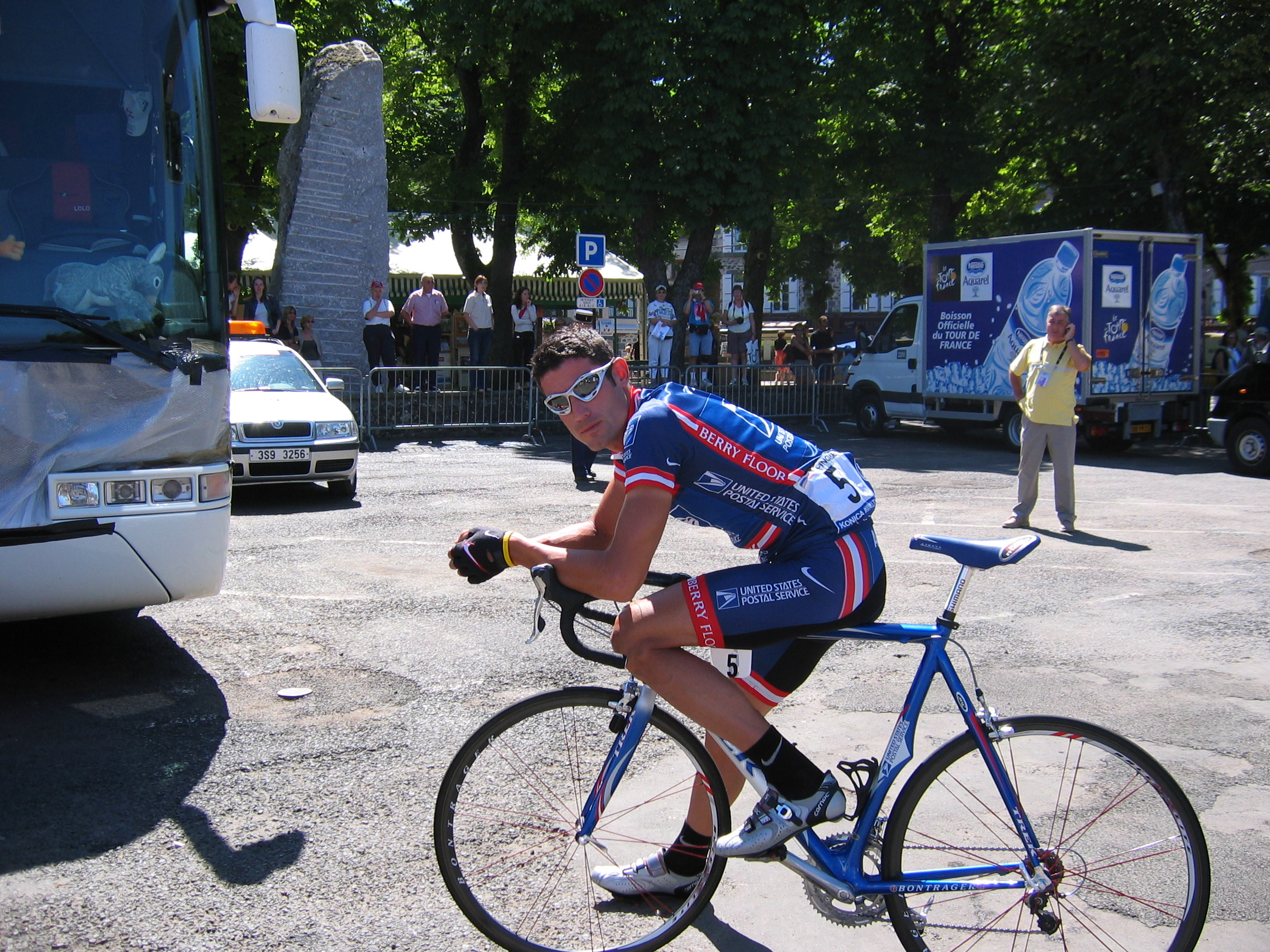
George Hincapie, Tour de France 2004.

George Hincapie Garcés, född 29 juni 1973 i Queens, New York, är en amerikansk före detta professionell tävlingscyklist.
Hincapie har varit en av de mest framträdande hjälpryttarna till den sjufaldige Tour de France-vinnaren Lance Armstrong. Han har varit med i Armstrongs lag under alla hans segrar i det franska etapploppet. Men han har också en hel del egna meriter. 2001 vann Hincapie, som första amerikan någonsin, Gent-Wevelgem och 2005 Kuurne-Bryssel-Kuurne, två etapper i Dauphiné Libéré och en etapp i Tour de France.

## Karriär
George Hincapie blev professionell 1994 med det amerikanska Motorola-stallet. Han fortsatte sedan till US Postal Service 1997, senare Discovery Channel Pro Cycling Team. När Discovery Channel Pro Cycling Team lade ner sin verksamhet i slutet av 2007 gick Hincapie vidare till det tyska UCI ProTour-stallet Team High Road, som inför Tour de France 2008 hittade en huvudsponsor i sportklädesmärket Columbia Sportswear, varför stallet bytte namn till Team Columbia.
Hincapie slutade tvåa på Paris-Roubaix 2005 efter belgaren Tom Boonen. Året därpå bröt han revbenet under tävlingen och kunde inte fullfölja loppet som han hade satsat på att vinna.
Hincapie vann etapp 15 av Tour de France 2005 med sex sekunder framför Oscar Pereiro. Han cyklade vid tillfället för det amerikanska stallet Discovery Channel, där även den sjufaldiga Tour de France-vinnaren Lance Armstrong tävlade. Hincapies etappseger blev den första som någon av Armstrongs stallkamrater vunnit på Tour de France sedan 1999.
Hincapie slutade på 32:a plats i Tour de France 2006. Senare under säsongen vann han de amerikanska nationsmästerskapens linjelopp 16 sekunder före Levi Leipheimer. Tävlingen 2006 var första gången i historien av US Pro-mästerskapet där endast amerikanska cyklister fick delta, tidigare hade mästartiteln gått till förste amerikan över mållinjen. Hincapie vann samma tävling 1998 med då framför italienaren Massimiliano Mori och den tjeckiske cyklisten Tomas Konecny.
I sitt nya stall Team High Road vann Hincapie i februari 2008 den sjunde och sista etappen av Tour of California. Under säsongen vann han också den andra etappen av Critérium du Dauphiné Libéré före bland annat Sébastien Chavanel och Sebastian Lang. 
2009 slutade Hincapie på femte plats på etapp 2 och 3 av Tour Down Under. Han vann även de amerikanska nationsmästerskapens linjelopp i slutet av augusti 2009. På etapp 8 av Tour of California slutade amerikanen på tredje plats bakom Fränk Schleck och Vincenzo Nibali. Han slutade också på fjärde plats på etapp 1 av Schweiz runt bakom Fabian Cancellara, Roman Kreuziger och Andreas Klöden.
Inför säsongen 2010 blev George Hincapie kontrakterad av BMC Racing.

## Stall
- Motorola 1994–1996
- US Postal Service 1997–2004
- Discovery Channel Pro Cycling Team 2005–2007
- Team Columbia 2008–2009
- BMC Racing 2010–